# Pfizer

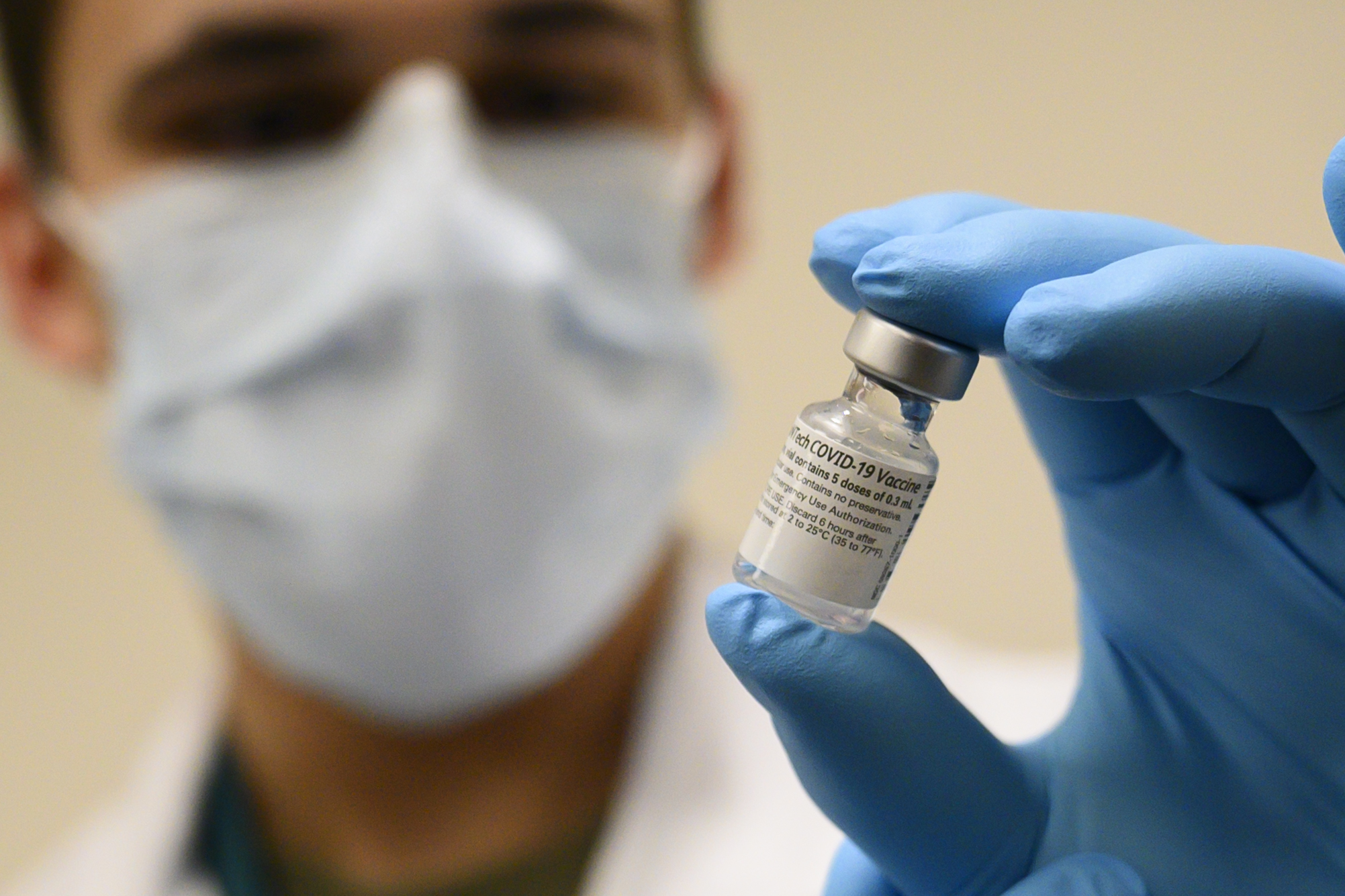
Pfizer-BioNTech Covid19 vakcina

A Pfizer Inc.  multinacionális gyógyszergyár, amelynek székhelye New Yorkban, az Amerikai Egyesült Államok területén található. A cég részvénye egyike annak a harminc részvényből álló kosárnak, amelyből a Dow Jones Ipari Átlagot számítják.

## Főbb termékei
- Lipitor (atorvasztatin tartalmú szer a vér koleszterin szintjének csökkentésére).
- Diflucan (flukonazol tartalmú orális gombaölő szer).
- Zithromax (azitromicin tartalmú, tartós hatású antibiotikum)
- Viagra (szildenafil-citrát tartalmú szer erekciós diszfunkciók ellen).
- Ben-gay (sportkrém).
- BNT162b1(mRNS lipid nanorészecske készítmény, amely egy specifikus konformációban kódolja a SARS-CoV-2 tüskefehérje receptorkötő doménjét (RBD) [4]
- Xanax (alprazolám tartalmú benzodiazepin típusú gyógyszer, főként a szorongás és a pánikbetegség kezelésében)

## Története
A céget a német születésű amerikai vegyészről, Charles Pfizerről (1824–1906) nevezték el, aki 1849-ben kezdte meg gyógyszerei árusítását  Williamsburgben (Brooklyn). Első sikere a santonin nevű parazitaölő szer volt, ám az igazi sikert a citromsav hozta meg, aminek következtében az 1880-as években a vállalkozás gyors növekedésnek indult. 
A cég főleg fermentációs technológiájáról lett ismert. A második világháború alatt a cég megvalósította a penicillin tömegtermelését, amelyet az amerikai hadsereg jól hasznosított a második front megnyitása után.
Az 1950-es években a  Pfizer a következő országokban létesített telephelyeket: Belgium, Brazília, Kanada, Kuba, Mexikó, Panama, Puerto Rico és az Egyesült Királyság.
Amikor  2000-ben a Pfizer egyesült a Warner-Lambert céggel, megszerezte az atorvastatint. A Warner-Lambert korábbi központját (Morris Plains, New Jersey) ma a Pfizer cég használja.
2002-ben a  Pfizer egyesült korábbi versenytársával, a  Pharmacia céggel.

## Kutatás és fejlesztés
A Pfizer cégnek a következő településeken van kutató-fejlesztő laboratóriuma:
- Groton, Connecticut,
- Sandwich (Anglia),
- Tokió, Japán,
- Amboise, Franciaország,
- La Jolla, Kalifornia,
- Cambridge, Massachusetts,
- Ann Arbor, Michigan

## Covid19 világjárvány és vakcinafejlesztés

### Kezdeti fejlesztés és tesztelés
2020 márciusában, amikor nyilvánvalóvá vált a Covid19 világjárvány nagyságrendje, a Pfizer együttműködésre lépett a BioNTech német biotechnológiai vállalattal Covid19-vakcina kutatására és kifejlesztésére. Sok versenytársával ellentétben a Pfizer nem igényelt külön forrásokat kutatásai megkezdéséhez az Egyesült Államok Operation Warp Speed vakcinafejlesztési programjából, hanem úgy döntött, hogy közelítőleg 2 milliárd dollár saját forrást fektet be a kísérleteibe és a fejlesztésekbe. Albert Bourla, a Pfizer vezérigazgatója azt mondta, hogy a kormányzati beavatkozás elkerülése érdekében utasította vissza az Operation Warp Speedtől felajánlott pénzt. Később kijelentette, hogy "ha valakitől pénzt kapunk, az mindig feltételekhez van kötve. Látni akarják, merre akarunk tovább fejlődni, milyen lépéseket akarunk megtenni. Jelentéseket akarnak. Nem utolsósorban  az önállóságunk megőrzésének köszönhetően tudtam kihagyni a Pfizert a politikából."
2020 májusában a Pfizer négy különböző Covid19-vakcinaváltozat tesztelését kezdte meg. Az oltóanyagokat május elején adták be először embereknek az Egyesült Államokban. 2020 júliusában a Pfizer és a BioNTech bejelentette, hogy négy mRNS-vakcinajelöltje közül kettőt gyorsított eljárásban minősít az Egyesült Államok gyógyszerügynöksége, a Food and Drug Administration (FDA). 2020 júliusának utolsó hetében a vállalatok megkezdték a II-III. fázisú tesztelést 30 000 emberen, az USA kormánya már ekkor 1,95 milliárd dollárt fizetett a még csak fejlesztés alatt álló vakcina 100 millió adagjáért. A 2020 júliusában az amerikaiakkal megkötött szerződésben két adagot 39 dollárra áraztak be, és a vállalat vállalta, hogy nem csökkenti az árait más országok felé, amíg a járvány nem válik világjárvánnyá. A Pfizer vezérigazgatója kijelentette, hogy a magánszektorban a vakcinát előállító vállalatoknak nyereséget kell termelniük. 2020 szeptemberében a Pfizer és a BioNTech bejelentette, hogy lezárta a tárgyalásokat az Európai Bizottsággal, és ennek eredményeként első lépésben 200 millió adag vakcinát biztosítanak az EU részére, míg később további 100 millió adag szállítására vállaltak kötelezettséget.

### A vakcina hatékonysági mutatói és engedélyezése
2020. november 9-én a Pfizer bejelentette, hogy a BioNTech-hel közösen kifejlesztett Covid19-vakcinája, amelyet 43 500 emberen teszteltek, kilencven százalékos hatékonyságot mutatott a tüneteket okozó Covid19 megelőzésében. Az eredményességi mutatót egy héttel később már 95 százalékra módosították. Akiko Iwasaki, a New York Times által megkérdezett immunológus a hatékonysági adatot "valóban látványos értéknek" nevezte. A bejelentésnek köszönhetően egyértelművé vált, hogy a Pfizer és a BioNTech partnersége hozott először kézzelfogható eredményt a Covid19 elleni vakcinafejlesztés és tesztelés területén.
A következő másfél hónap során különböző országok szabályozó hatóságai engedélyezték a Pfizer vakcináját sürgősségi felhasználásra. Elsőként az Egyesült Királyság hagyta jóvá a vakcinát december 2-án, majd december 4-én Bahrein, december 9-én Kanada, december 10-én pedig Szaúd-Arábia. 2020. december 10-én az Egyesült Államok gyógyszerügynöksége, a Food and Drug Administration (FDA) bizottsági ülést tartott a vakcina engedélyezésének megvitatására. Másnap az USA hivatalosan az ötödik ország lett, amely jóváhagyta a Pfizer vakcinájának használatát sürgősségi felhasználási engedély (EUA) esetén, a döntést meghozó független testület 17-4 arányban támogatta a jóváhagyást. December 14-én Szingapúr az elsők között volt Ázsiában, amely az egészségügyi tudományos hatóságán keresztül engedélyezte a vakcinát. December 21-én az Európai Gyógyszerügynökség (EMA) javasolta a vakcina feltételes forgalomba hozatali engedélyének megadását az Európai Unióban, "Comirnaty" márkanév alatt. Később Bourla, a Pfizer vezérigazgatója, egyértelművé tette, hogy a Covid19 vakcina "biztonságos és hatékony" a gyermekek számára is.
2022 októberében a BioNTech finanszírozásával influenza és koronavírus elleni kombinált védőoltás kifejlesztésébe kezdtek, a kutatás tesztelésében 180, legalább 18 és legfeljebb 64 év közötti önkéntes vett részt.
Az Egyesült Államok járványügyi hivatala (CDC) és gyógyszerügynöksége (FDA) 2023 januárjában közös közleményben figyelmeztetett, hogy a Pfizer-BioNTech új, emlékeztető Covid19-vakcinájával oltott 65 éves és idősebb személyeknél nagyobb valószínűséggel fordulhat elő agyvérzés az oltást követő 21 napon belül, mint az oltást követő 22-42. napon. Mivel az agyvérzés veszélyének fentiek szerinti növekedése esélyét minimálisnak látták, ezért az oltási gyakorlatban nem javasoltak változtatást.
Az FDA 2023 áprilisában visszavonta a régebbi, csak a koronavírus eredeti változatát célzó hírvivő RNS-vakcinák sürgősségi felhasználási engedélyét, egyben engedélyezte az Omicron célzott Covid19-vakcina második adagját idősebb felnőttek, valamint gyenge immunrendszerrel rendelkezők számára. Az ügynökség azt is közölte, hogy a Pfizer (PFE.N)-BioNTech (22UAy.DE) és a Moderna (MRNA.O) frissített oltásai lesznek az új elsődleges Covid-vakcinák.

### Gyártás és forgalmazás
2021. május elejéig a Pfizer és a BioNTech legkevesebb 430 millió adag vakcinát gyártott le, amelyet 91 országba és régióba juttattak el. A vállalatok közölték, hogy 2021-ben várhatóan összesen közel 3 milliárd adag vakcinát fognak legyártani.

### Paxlovid, a Covid19 tabletta
A Paxlovid néven forgalmazott nirmatrelvir/ritonavir, egy, a Pfizer által a Pfizer–BioNTech-Covid19-vakcina forgalomba hozását követően kifejlesztett, szájon át szedhető gyógyszere, amelyet a vakcina mellett szintén a Covid19 kezelésére használnak.
A Pfizer 2021 novemberében jelentette be, hogy az addig elvégzett kísérletek sikerét követően a Paxlovidot előkészítik a forgalomba hozatalra. Bejelentésük szerint a szájon át szedhető gyógyszer 89 százalékkal csökkenti a kórházi kezelés, vagy az elhalálozás kockázatát. Az  FDA 2021. december 22-én, az EMA 2022. január 27-én adta meg a Pfizer Covid19 tablettájának sürgősségi engedélyét.
2022 januárjában Albert Bourla, a Pfizer vezérigazgatója megerősítette, hogy a  Paxlovid utolsó vizsgálati fázisát várhatóan 2022 márciusában zárják le. Azt is elmondta, hogy a cég a francia Novasep céggel együttműködést hoz létre a Paxloviddal történő tablettás kezelés széleskörű bevezetése céljából.
2022 májusában, Anthony Fauci, az amerikai elnök egészségügyi főtanácsadója bejelentette, hogy a U.S. National Institutes of Health a Pfizerrel közösen, vizsgálatokba kezd annak megállapítására, hogy a Paxlovid ötnapos gyógyszeres alkalmazásának időtartamát ne hosszabbítsák-e meg?
A közös vizsgálatot az indokolta, hogy egyes betegek arról számoltak be, a Covid19 tünetei az alapvetően előírt ötnapos kúra elteltével, átmeneti  javulást követően, újra kiújultak. A vizsgálatok megkezdése előtt a Pfizer azt állította, hogy egy második ötnapos Paxlovid-kúrával lehetne orvosolni az újrafertőződések problémáját, ugyanakkor az FDA szerint jelenleg nincs rá semmiféle bizonyíték, hogy a tabletták tíznapos kúrája oldaná meg a problémát.

### Vád és védelem
A 2020 végén történt engedélyezést követően több oltásellenes csoport a Pfizer–BioNTech-Covid19-vakcinát vádolta olyan szívproblémákért melyek sportolók halálát okozták. A Centers for Disease Control and Prevention (CDC) amerikai egészségügyi hatóság 2024. áprilisi közleményében azonban bejelentette, hogy nem találtak bizonyítékot arra, hogy az mRNS alapú Covid19-vakcina halálos szívmegállást vagy bármilyen halálos szívproblémát okozna.